# Михаил Попков
Михаил Викторович Попков (рус. Михаи́л Ви́кторович Попко́в; Нориљск, 7. март 1964) јесте руски серијски убица, силоватељ и некрофил који је сексуално злостављао и убио седамдесет осам девојака и жена између 1992. и 2010. године у Ангарску, Иркутску, у Сибиру, и Владивостоку на Далеком истоку, иако је признао и осумњичен је за најмање осамдесет три укупно. Познат је као Вукодлак и Ангарски манијак због изразито бруталне природе почињених злочина. Он је у великој мери сакатио тела својих жртава и вршио је сексуалне злочине над жртвама. Попков је имао надимак „Убица средом“ због тога што су тела његових жртава обично пронађена средом. Он је серијски убица са највише жртва у руској историји.
Попков је радио као полицајац и обезбеђење. Оосуђен је за 22 убиства 2015. године и осуђен на доживотни затвор, а три године касније признао је да је убио још 59 људи. Десетог децембра 2018. године осуђен је за 56 од 59 додатних убистава, од чега за три жртве полиција није могла да пронађе довољно доказа којима би се доказало да је убица и добио је другу доживотну казну затвора. Било је позива да се Попков погуби, али то није било могуће јер смртна казна у Русији под званичним мораторијумом.
Михаил Попков је рођен 7. марта 1964. у Нориљску, Краснојарски крај, у тадашњој Руској Совјетској Федеративној Социјалистичкој Републици. Убрзо се са родитељима у преселио Ангарск, Иркутска област. Мало се зна о његовом одгоју и личном животу осим чињенице да је био ожењен Еленом Попковом и да је имао кћи Екатерину. Попков је радио као полицајац у Иркутској области, а до хапшења је радио и као обезбеђење у Ангарској нафтној и хемијској компанији, као и у приватној фирми.

## Злочини
Од 1992. до 2010. Попков је убио на десетине жена старости између 19 и 50 година, као и једног полицајца, у свом родном граду Ангарску и другим локацијама у Иркутској области. Изјавио је да је „желео да очисти улице од проститутки” и да се „током убијања руководио својим унутрашњим убеђењима”. Такође је лажно оптужио своју жену за неверство и тврдио да је његова бруталност била резултат те наводне издаје. Пихијатар Александар Гришин спекулише да је на њега утицало одрастање са мајком алкохоличарком, која је наводно била насилна.
Попков је тартегирао жене које су радиле оно што је сматрао неморалним, као што је одлазак на журке без мушких пратилаца. Његова уобичајена тактика за намамљивање жртава била је да изађе ноћу у полицијској униформи, пронађе потенцијалну жртву и понуди је превоз у полицијском аутомобилу. Уместо тога, возио се до удаљених локација  где их је натерао да се скину, жене је убијао  ножем, секиром, бејзбол палицом и шрафцигером, и такође их је силовао. Тела жртава је сакатио, због чега су га руски медији прозвали „Вукодлак“ и „ангарски манијак“.

## Истрага, хапшење, суђење и изрицање казне
Руска полиција је била укључена у потрагу за једним починиоцем пошто су убијене жене откривене средином 1990-их, убијене сличним методама. Упркос опсежним истраживањима и сведочењима преживелих жртава, Попков је две деценије био на слободи.  Међутим, истражитељи су открили образац: трагови Ладе 4×4, теренског возила које користе органи реда, пронађени су на бројним местима злочина. ДНК тестирање 3.500 садашњих и бивших полицајаца у Иркутску 2012. године је убразло хапшење, до чега је дошло 2012. Осуђен је јануара 2015. на доживотну казну затвора.

## Накнадна признања
Две године касније, Попков је признао да је одговоран за још 59 убистава, што је укупан број жртава који је већи од броја руских серијских убица Андреја Чикатила и Александра Пичушкина. Десетог децембра 2018. године, након суђења у регионалном суду Иркутска у Сибиру, осуђен је за још 56 убистава; док за три наводна убиства није осуђен због недостатка доказа. Осуђен је и на другу доживотну казну.
У јулу 2020. Попков је признао још два убиства. Убио је укупно 83 особе.